# Corvesín
Corvesín es una localidad  deshabitada española de la provincia de Soria, partido judicial de Almazán (comunidad autónoma de Castilla y León). Pertenece al municipio de Medinaceli.
Desde el punto de vista jerárquico de la Iglesia católica forma parte de la Diócesis de Osma-Soria la cual, a su vez, pertenece a la Archidiócesis de Burgos.